# Modern Church
Modern Church (Nederlands: Moderne Kerk) is een organisatie binnen de Kerk van Engeland die zich voornamelijk bezighoudt met het uitdragen en verdedigen van liberaal protestantse ideeën. Het Modern in de naam Modern Church verwijst naar het theologisch modernisme (vrijzinnigheid).

## Geschiedenis
Modern Church werd in 1898 opgericht door liberale theologen die zich tot taak hadden gesteld zich te verdedigen, enerzijds tegen het seculier rationalisme en anderzijds tegen het opkomend dogmatisme binnen de Kerk van Engeland (als reactie op dat seculier rationalisme). Het gevaar van dogmatisme en confessionele binding bracht bovendien met zich mee dat het vrije onderzoek van theologische vakgeleerden in gevaar kwam. Aanvankelijk stond de organisatie van liberale theologen bekend onder de naam The Churchmen's Union for the Advancement of Liberal Religious Thought, kortweg The Churchmen's Union. De naam van de organisatie veranderde nog een aantal keren; de huidige benaming, Modern Church dateert van 2010.
Tegenwoordig houdt Modern Church zich vooral bezig met onderwerpen als de wijding van vrouwelijke bisschoppen, het toestaan van homohuwelijken binnen de Kerk van Engeland en verzet tegen het dogmatische document Anglican Covenant.
Bekende theologen die behoorden of behoren tot Modern Church waren (zijn): George Henslow (1835-1925), Hastings Rashdall (1858-1924), William Inge (1860-1954), Walter Matthews (1881-1973), Charles E. Raven (1885-1964), Jonathan Draper (*1952) en Linda Woodhead (*1964). Jonathan Draper is sinds 2017 voorzitter van Modern Church. Een van de vicevoorzitters is Martyn Percy (*1962).
Periodieken zijn Modern Believing (sinds 1911) en de nieuwsbrief Signs of the Times. 
Ripon College Cuddesdon (Oxford) is het seminarie dat verbonden is met Modern Church: hier worden de meeste liberale theologen opgeleid.

## Leiding

### Voorzitters
- 1898–1902: The Revd Prof George Henslow
- 1902–1908: The Revd William Douglas Morrison
- 1908–1915: Sir Charles Acland
- 1915–1922: Prof Percy Gardner
- 1923–1924: The Very Revd Hastings Rashdall
- 1924–1934: The Very Revd William Inge
- 1934–1937: The Very Revd Walter Matthews
- 1937–1958: Sir Cyril Norwood
- 1958–1966: The Rt Revd Leonard Wilson
- 1966–1990: The Very Revd Edward Carpenter
- 1990–1997: The Rt Revd Peter Selby
- 1997–2011: The Rt Revd John Saxbee
- 2011–2013: The Revd Prof John Barton
- 2014–2019: Prof Linda Woodhead
- 2019–present: Prof Elaine Graham